# Blechroneromia anthosyne
Blechroneromia anthosyne är en fjärilsart som beskrevs av Louis Beethoven Prout 1925. Blechroneromia anthosyne ingår i släktet Blechroneromia och familjen mätare. Inga underarter finns listade i Catalogue of Life.